# Idaea homalorrhoe
Idaea homalorrhoe là một loài bướm đêm trong họ Geometridae.